# Tollakasvaara
Tollakasvaara är en kulle i Finland.  Den ligger i Enontekis kommun landskapet Lappland, i den norra delen av landet, 900 km norr om huvudstaden Helsingfors. Toppen på Tollakasvaara är 532 meter över havet, eller 116 meter över den omgivande terrängen. Bredden vid basen är 4,2 km.
Terrängen runt Tollakasvaara är huvudsakligen platt. Trakten runt Tollakasvaara är nära nog obefolkad, med mindre än två invånare per kvadratkilometer. Det finns inga samhällen i närheten. Omgivningarna runt Tollakasvaara är i huvudsak ett öppet busklandskap.